# Matias Biljaka
Matias Biljaka (Beč, Austrija, 20. siječnja 1999.) hrvatski je vaterpolist.
Rodio se u Beču 20. siječnja 1999. godine, a porijeklom je iz Nove Bile kod Travnika. U karijeri je igrao beka, centra, ali i na vanjskim pozicijama. Igrao je za zagrebačku Mladost od 2017. godine. Sa zagrebačkim klubom u sezoni 2020./21. postao je prvak Hrvatske. Iz Mladosti je u ljeto 2022. prešao u dubrovački Jug. Nakon jedne sezone, došao je u splitski Jadran u ljeto 2023.

## Reprezentacija
Prvi nastup za hrvatsku reprezentaciju do 15 godina upisao je sa 14 godina 2013. godine. Bio je svjetski prvak s reprezentacijom do 18 godina, 2016. godina. Godinu kasnije u Beogradu s reprezentacijom do 20 godina uzeo je srebro. Nastupio je i na Univerzijadi 2019. (sedmo mjesto).
S hrvatskom reprezentacijom osvojio je naslov prvaka Europe na Europskom prvenstvu u Splitu 2022. godine.

## Vanjske poveznice
- Profil na Global Sports Archive